# Išim
Išim [iším] (rusko Иши́м) je mesto v Rusiji, tretje največje v Tjumenski oblasti za Tjumenom in Tobolskom. Je upravno središče Išimskega rajona, mesto samo pa je samostojna občinska tvorba, Išimsko mestno okrožje. Leži na levem bregu Išima, levega pritoka Irtiša. Leta 2010 je imelo 64.088 prebivalcev.

## Geografija

### Podnebje
| Podnebni podatki za Išim        | Podnebni podatki za Išim | Podnebni podatki za Išim | Podnebni podatki za Išim | Podnebni podatki za Išim | Podnebni podatki za Išim | Podnebni podatki za Išim | Podnebni podatki za Išim | Podnebni podatki za Išim | Podnebni podatki za Išim | Podnebni podatki za Išim | Podnebni podatki za Išim | Podnebni podatki za Išim | Podnebni podatki za Išim |
| Mesec                           | Jan                      | Feb                      | Mar                      | Apr                      | Maj                      | Jun                      | Jul                      | Avg                      | Sep                      | Okt                      | Nov                      | Dec                      | Letno                    |
| ------------------------------- | ------------------------ | ------------------------ | ------------------------ | ------------------------ | ------------------------ | ------------------------ | ------------------------ | ------------------------ | ------------------------ | ------------------------ | ------------------------ | ------------------------ | ------------------------ |
| Rekordno visoka temperatura °C  | 3.9                      | 8.4                      | 14.2                     | 30.6                     | 36.5                     | 35.0                     | 37.1                     | 36.5                     | 32.4                     | 22.6                     | 13.8                     | 4.1                      | 37.1                     |
| Povprečna visoka temperatura °C | −12.4                    | −10.1                    | −2.1                     | 8.8                      | 18.2                     | 23.6                     | 24.6                     | 21.8                     | 15.5                     | 7.5                      | −3.7                     | −9.8                     | 6.8                      |
| Povprečna dnevna temperatura °C | −16.9                    | −15.5                    | −7.7                     | 3.6                      | 11.9                     | 17.6                     | 18.9                     | 16.3                     | 10.4                     | 3.4                      | −7.4                     | −14.1                    | 1.7                      |
| Povprečna nizka temperatura °C  | −21.4                    | −20.8                    | −13.3                    | −1.6                     | 5.5                      | 11.5                     | 13.3                     | 10.8                     | 5.3                      | −0.7                     | −11.0                    | −18.4                    | −3.4                     |
| Rekordno nizka temperatura °C   | −42.7                    | −43.2                    | −36.5                    | −24.3                    | −7.3                     | −2.6                     | 2.6                      | −1.5                     | −7.6                     | −20.4                    | −37.6                    | −44.1                    | −44.1                    |
| Povprečna količina padavin mm   | 21.1                     | 13.3                     | 16.7                     | 22.2                     | 35.9                     | 51.4                     | 71.5                     | 54.3                     | 42.4                     | 30.4                     | 30.5                     | 26.3                     | 416.0                    |
| Vir: Погода Ишим                |                          |                          |                          |                          |                          |                          |                          |                          |                          |                          |                          |                          |                          |